# Сордз
Сордз (англ. Swords; ірл. Sord Cholmcille) — місто в Ірландії, адміністративний центр графства Фінгал та його найбільше місто. Також є найбільшим містом у околицях Дубліна. 8-е за населенням місто країни.

## Історія та сучасність
Засноване 560 року Св. Колмкілом. За легендою, святий благословив це місце та дав назву, що дослівно означає «чистий», «ясний». Інша версія розшифровує назву як «джерело води».
1200 року було збудовано замок Сордз, що нині є однією із найвизначніших пам'яток міста.
Активний розвиток та зростання населення розпочалися у 1970-і роки. 1994 року місто стало центром округу новоствореного графства Фінгал, що утворилося при розділенні старого графства Дублін на 3 нових. Із 2001 року — центр графства.
Із 1982 року діє історичне товариство.

## Визначні місця
- Дзвіниця церкви Св. Колумбаса (1300)
- Будинок вікарія (1730)
- Церква Св. Колумбаса (1811, на фундаментах середньовічної)
- Церква Св. Колмкіла (1827)
- Будинок суду (1845)
- Житловий будинок для вчителів (1890)
- Бібліотека (1909)

У місті є 5 великих парків.

## Освіта
Діє 12 початкових, 4 середніх шкіл